# 南小松島町
南小松島町（みなみこまつしまちょう）は、徳島県小松島市の町名。郵便番号は773-0005。

## 地理
小松島市の北部に位置。行政の中心地で、東は小松島市役所付近をもって横須町と接し、南は徳島県道213号二條通新港線をもって日開野町を隔て、西は徳島県道178号小松島港南小松島停車場線を境として松島町に接続、北は小松島湾に臨んでいる。
南小松島町は古くから栄えた漁業と商業の町であり、沿岸漁業の根拠地として、魚市場が置かれ鮮魚の取引が行われていた。また、水産加工業も明治時代の中期から発展し、現在もなお「小松島のちくわ」（竹ちくわ）として特産品となっている。全域が市街地で商業活動も活発に行われている。また小松島湾岸には井村造船の造船所が置かれ鋼鉄船の建造が行われている。
JR牟岐線が東西に走り南小松島駅がある。徳島県道120号徳島小松島線（旧国道55号）が小松島湾岸沿いに南北に通じて県南地方と結ぶ。

### 河川
- 神田瀬川

## 歴史
1972年（昭和47年）より現在の町名となる。元は松島町の一部。

## 世帯数と人口
2022年（令和4年）7月31日現在の世帯数と人口は以下の通りである。
| 町丁       | 世帯数  | 人口  |
| ---------- | ------- | ----- |
| 南小松島町 | 231世帯 | 429人 |

## 小・中学校の学区
市立小・中学校に通う場合、学区は以下の通りとなる。
| 番地 | 小学校                   | 中学校                 |
| ---- | ------------------------ | ---------------------- |
| 全域 | 小松島市立南小松島小学校 | 小松島市立小松島中学校 |

## 交通

### 鉄道
- JR牟岐線南小松島駅

### 道路
都道府県道
- 徳島県道33号小松島佐那河内線
- 徳島県道120号徳島小松島線
- 徳島県道178号小松島港南小松島停車場線
- 徳島県道213号二條通新港線

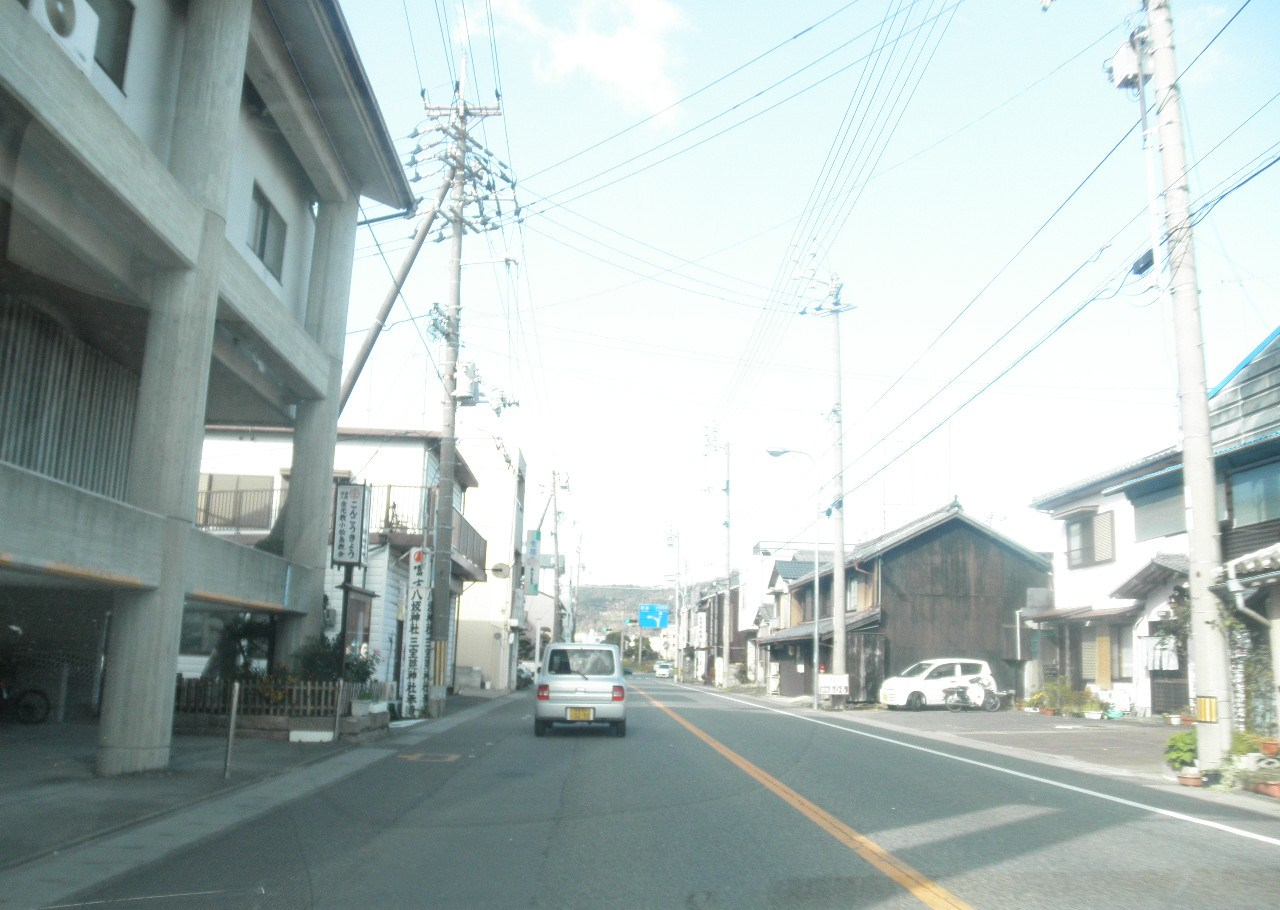
県道120号徳島小松島線
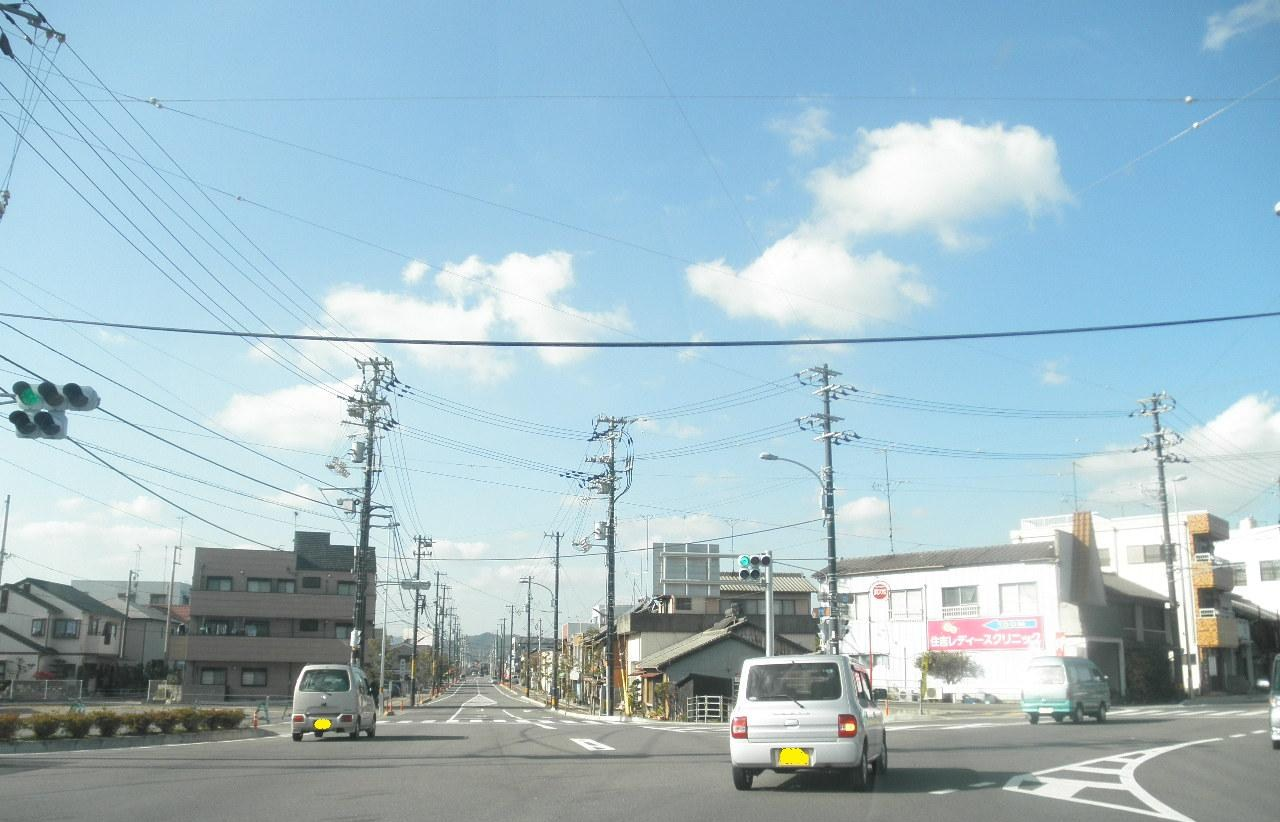
県道178号小松島港南小松島停車場線

## 施設
- 南小松島駅